# 켈 미첼

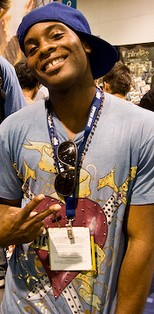

켈 미첼(Kel Mitchell, 1978년 8월 25일 ~ )는 미국의 배우, 음악가, 영화배우, 텔레비전 배우, 성우, 각본가, 영화 프로듀서, 댄서이다.
시카고에서 태어났다.

## 영화
- 후 캔 아이 런 투 (2014년)
- 코트 온 테이프 (2013년)
- 배틀 오브 월드 (2011년) - 타일러 역
- 폴리와 마리 (2007년)
- 허니드리퍼 (2007년)
- 라이크 마이크 2 (2006년) - 레이 역
- 클리포즈 리얼리 빅 무비 (2004년)
- 원 온 원 (2001년)
- 록키와 불윙클 (2000년)
- 미스테리 맨 (1999년)
- 햄버거 특공대 (1997년)
- 올 댓 (1994년)